# Käthe und ich: Papakind
Papakind ist ein deutscher Fernsehfilm von Philipp Osthus aus dem Jahr 2019. Es handelt sich um die vierte Episode der ARD-Reihe Käthe und ich. Die deutsche Erstausstrahlung erfolgte am 18. September 2020 auf dem ARD-Sendeplatz Endlich Freitag im Ersten

## Handlung
Paul reagiert mit Eifersucht, als Erina trotz ihrer Behinderung die taubstumme Felicitas als Ballettschülerin annimmt und dabei von Eric unterstützt wird. Erina hingegen hält sich auf Grund ihrer Behinderung zunächst als ungeeignet als Tanzlehrerin.
Hildegard Möller konfrontiert Paul derweil mit seinem nächsten Einsatz: Ihr krebskranker Patient, Herr Wagner, liegt im Sterben und möchte sich noch vor seinem Tod von seiner zehnjährigen  Tochter Emma verabschieden. Als er sich ein Jahr zuvor von seiner Frau getrennt hatte, hat Emma aus Solidarität zu ihrer Mutter den Kontakt zu ihm abgebrochen. Mit Hilfe von Käthe nimmt Paul Kontakt zu Emma und ihrer Mutter auf. Diese gesteht Paul, dass sie auf die Trennung von ihrem Ehemann mit Liebeskummer reagiert hat. Emma äußert den Wunsch, einen Hund wie Käthe haben zu wollen. Paul stellt ihr einen Hund in Aussicht, wenn sie mit Käthe Hundeerziehung übt.
Erina entscheidet sich schließlich, Felicitas das Tanzen beizubringen, die auf ihrer Hochzeit tanzen will, als Eric ihr Felicitas’ Bräutigam zeigt: Es ist Erics Bruder Andy, der auch im Rollstuhl sitzt. Eric bringt Erina Gebärdensprache bei. Der Kontakt zwischen Eric und Erina konfrontiert Paul mit dem Thema Liebeskummer.
Jasmina reagiert geknickt, als sie mithört, wie Aaron in einem Gespräch mit Jule mithört, dass Jasmina zwar attraktiv ist, er aber ab und zu mit einer Frau sprechen möchte. Sie schreibt sich ihren Frust in ihrem Blog von der Seele.
Frau Wagner erzählt Paul, dass sie vor neun Monaten zuletzt Kontakt mit ihrem Mann hatte. Damals wurde sie vom Anwalt ihres Mannes als Monster dargestellt, nachdem Emma von sich aus zum Jugendamt gegangen war. Sie betont, es sei Emmas Entscheidung, ob sie ihren Vater nochmal sehen will, sie wolle ihr da nicht reinreden. Frau Wagner erzählt Paul, dass sie davon träumt, auf ihrem Bauernhof Ferienwohnungen zu vermieten, was aber bisher am Geld gescheitert ist; von der Bank würde sie sowieso keinen Kredit bekommen. Paul ermutigt sie, es zu versuchen.
Emma bittet Paul, ob Käthe bei ihr übernachten könnte, weil sie ihrer Mutter gut tut.
Jasmina schreibt einen neuen Blogeintrag, in dem der Tierarzt in ihrer Geschichte beim gemeinsamen Joggen von einem Ast erschlagen wird. Paul schließt daraus, dass Jasmina bei der Bewältigung ihres Liebeskummers Fortschritte macht, weil nach der Aggression gegen den unerreichbaren Traumpartner die Akzeptanz kommt. Als Paul auf Jules Bitte hin mit Jasmina spricht, beklagt sich diese, dass Paul, Aaron und Jule sich für etwas Besseres halten, weil sie im Gegensatz zu ihr studiert haben.
Von Erina erfährt Paul, dass sie nach Berlin ziehen will, weil sie dort eine Reha machen und dann bei einem Verein für Tanzen mit Handicap arbeiten will. Paul schlägt vor, mit ihr nach Berlin zu ziehen.
Als Käthe bei Emma übernachtet, sieht Frau Wagner Emma in einem Bärenkostüm, das sie beim Spielen mit ihrem Vater oft getragen hat. Noch in der Nacht wirft Emma das Kostüm in den Abfalleimer.
Frau Wagner indes erzählt Paul, dass sie einen Termin bei der Bank hat. Außerdem freut sie sich, dass Emma beim Spielen mit Emma wieder gelacht hat, nachdem sie sie schon lange Zeit nicht mehr lachen gesehen hat. Frau Wagner freut sich, als sie von der Bank einen Kredit bekommt, reagiert aber irritiert, als sie das Bärenkostüm im Abfalleimer entdeckt. Paul zufolge fängt Emma jetzt zu trauern an, wozu auch Wut gehört. Damit Emma Frieden schließen kann, müsse auch Frau Wagner Frieden schließen.
Frau Möller konfrontiert Herrn Wagner mit ihrer Vermutung, dass es ihm bei seinem Wunsch, Abschied von Emma nehmen zu wollen, in erster Linie um seine Bedürfnisse geht, und appelliert an ihn, bei Emma keine Leere zu hinterlassen.
Frau Wagner entschließt sich, von ihrem Mann Abschied zu nehmen. Paul besorgt Emma einen Australian-Shepherd-Welpen. Erina sieht wehmütig zu, weil Paul sich immer eigene Kinder gewünscht hat.
Als es mit Herrn Wagner zu Ende geht, schlägt Frau Möller vor, dass er sich mit einer Videobotschaft von Emma verabschieden kann, ohne sie zu bedrängen.
Indessen entschließt sich Erina, Paul zu verlassen, weil sie sein Leben nicht zerstören will und sich nicht im Stande sieht, seinen Kinderwunsch zu erfüllen.
Nachdem Emma sich das Video ihres Vaters angesehen hat, will sie zu ihm. Beide verleben noch einen herzlichen Moment miteinander, bevor er stirbt.

## Hintergrund
Papakind wurde unter dem Arbeitstitel Der letzte Wunsch zusammen mit der dritten Folge Zurück ins Leben vom 7. August bis zum 10. Oktober 2019 in Waren an der Müritz, Berlin und Brandenburg gedreht. Produziert wurde der Film von der Bavaria Fiction GmbH.

## Rezeption

### Einschaltquote
Die Erstausstrahlung am 18. September 2020 im Ersten wurde von 4,14 Millionen Zuschauern gesehen, was einem Marktanteil von 14,7 % entspricht.

### Kritiken
Die Kritiker der Fernsehzeitschrift TV Spielfilm zeigten mit dem Daumen nach oben und vergaben für Humor und Spannung je einen von drei möglichen Punkten. Das Fazit lautete: „Gefühl pur. Volltreffer mitten ins Herz“.